# 東京高等造園学校
東京高等造園学校（とうきょうこうとうぞうえんがっこう）は、東京農業大学地域環境科学部造園科学科の前身となった、造園教育専門の私立各種学校。多くの造園家、造園関係の従事者を育成し輩出した（東京農業大学の人物一覧参照）。

## 概要
関東大震災後の公園緑地復興のため、造園家・造園技術者の必要性と造園技術の普及を痛感した上原敬二や井下清らが中心となり、龍居松之助らを迎えて1924年に開校した。上原が自宅を抵当に入れて資金を捻出、初代校長となる。
場所は、渋谷にあった東京高等農学校（現・東京農業大学）の一角を借りていたほか、夜間部（1年で廃止）発足時は、講師の自宅を教室代わりにしたという。
当初は2年制で、入学資格を旧制中学校卒業程度として発足させた。1942年に東京農業大学に吸収され、同大学専門部造園科に再編された。その後緑地土木科→緑地科と名称を変え、戦後の新制東京農業大学発足に当たって、農学部緑地学科→のち造園学科となって、現在に続いている。
事務上の手続きミスで正式の設立認可は1924年（大正13年）9月12日付となっている。上原の著書『この目で見た造園発達史』（1983年）によると、手続きミスが発覚したのは学生が夏季休暇で帰郷をする際の交通費学割申請によってで、上原は直接当時の国鉄に出向くが、国鉄担当者が学校所在地の道府県（この場合は東京府）名簿を確認すると、学校名がなく、申請の有無を確認されて初めて、上原は各種学校開設の申請法を知る。こうして今度は府庁まで出向くと、学校開設から3か月あまりたっており、新聞広告まで出しているこの学校の存在が当局担当者が気づかずに開校されているとなり、担当者は仕方なく手元にあった理容学校の申請書類を貸し出してくれたという。申請の際には添付義務はないのだが、講師陣の名簿も提出。その中には自治体職員である井下らの名も記載されていることとなる。